# Dorylomorpha flavomaculata
Dorylomorpha flavomaculata är en tvåvingeart som först beskrevs av Hough 1899.  Dorylomorpha flavomaculata ingår i släktet Dorylomorpha och familjen ögonflugor. Inga underarter finns listade i Catalogue of Life.